# Perioikové

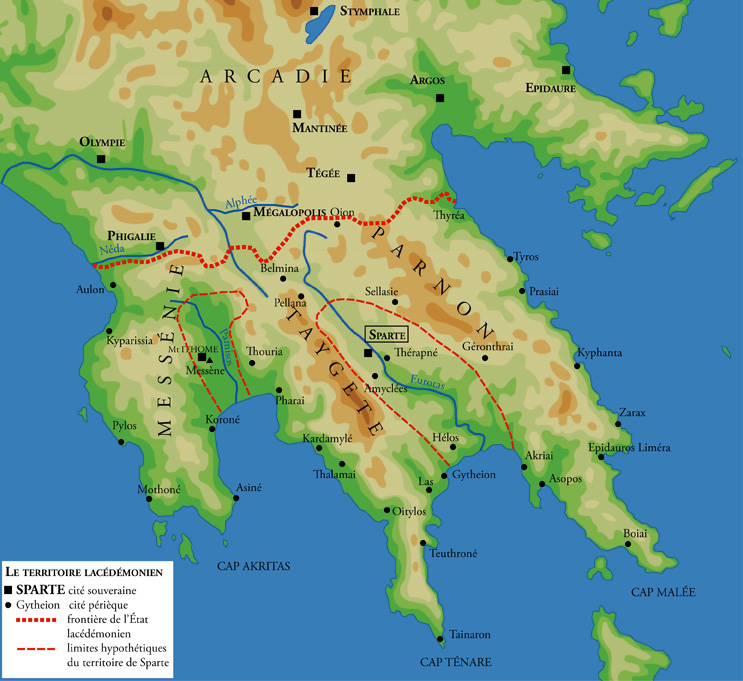
Území starověké Sparty

Perioikové („ti, kteří sídlí okolo“); starořecky: Περίοικοι – Períoikoi, z řeckého peri (okolo) a oikos (dům) byli členy starořeckých městských států, zejména státu Lakedaimón (Sparta). Obývali města v horských a pobřežních oblastech Lakónie (Skiritis, Belminatis, Thyrea), na ostrově Kythéra a na jižním cípu Messénie. Podmanili si je Sparťané, ale zachovali jim autonomii ve správě jejich měst. Měli ve státě nižší společenské postavení a mezi Sparťany a perioiky bylo zakázáno uzavírat manželství. Zahraničně politická rozhodnutí, zejména o válce a míru, byla přijímána Sparťany. Perioikové se na nich nepodíleli, museli však pro Spartu vykonávat vojenskou službu. Ve válce sloužili ve spartském vojsku na pevnině jako hoplíti, na moři jako epibates (námořní pěchota, vojáci sloužící na lodích). Občas dosáhli i na vyšší vojenské hodnosti.

## Ekonomická a sociální situace
Perioikové byli společně se Sparťany součástí těžce vyzbrojené lakedaimónské armády. Přes povinnost vojenské služby nemuseli dodávat skutečný počet, ale stačila pouze část dostupných mužů. Přezkoušení perioičtí hoplíti dostávali titul kalos kagathos. Pro přijetí do kontingentu těžce ozbrojených mužů patřilo také splnění určitých předpokladů, jako poctivost a mužná zdatnost, jakož i ekonomická síla na zajištění vlastního vybavení a zásob pro vojenská tažení. Mohli také mít střední velitelskou hodnost. Perioikové severní krajiny Skiritis tvořili samostatnou armádní jednotku se specifickými úkoly průzkumné a strážní služby.
Jejich postavení v lakedaimónské armádě nelze podceňovat. Bez nich by Sparta nedosáhla tak velkých úspěchů, protože počet Sparťanů neustále klesal. Kromě toho spolu se Sparťany vytvářeli jednotky proti nesvobodným heilótům. Protože perioikové žili kolem Sparty, chránili také město před útoky a vlivy z okolí.
Velká část perioiků byli zemědělci, ale zabývali se také rybolovem, stavbou lodí, kovovýrobou, řemesly a obchodem. V lakedaimonském státě měli monopol na řemesla a obchod, protože Sparťané se zabývali bojem a heilóti byli určeni na zemědělství. Jejich úloha pro spartskou ekonomiku byla klíčová. Všechno zboží ze zahraničí do Sparty procházelo přes perioické území. Hlavními přístavními městy byly Gythio a Kythéra.

## Původ
Existují v zásadě dvě hypotézy o původu perioiků. První předpokládá, že patřili k původnímu předdórskému obyvatelstvu, které se kolem roku 1000 před Kristem tak úspěšně bránilo podrobení, že prostřednictvím smlouvy uniklo otroctví. Proti tomu však stojí skutečnost, že mluvili dórským dialektem.
Další teorie hovoří o tom, že perioikové byli Dórové (tedy stejného původu jako Sparťané), ale neměli stejná práva jako Sparťané, protože nežili přímo ve Spartě, a proto nebyli vždy k dispozici pro politické úkoly a vojenské operace. Proti tomu hovoří, že vlastníci messénských bezzemků mohli být plnoprávnými občany. Stejně tak se mohli lakónští vlastníci snadno usadit ve Spartě daleko od svých bezzemků.